# Ivar
Ivor  è un nome proprio di persona scandinavo maschile, usato in danese, norvegese, svedese e anche in estone.

## Varianti
- Maschili: Iver[2]
  - Estone: Aivar[1]

## Varianti in altre lingue
- Finlandese: Iivari, Iivo[1]
- Gallese: Ifor, Ivor[1]
- Inglese britannico: Ivor[1]
- Irlandese: Íomhar, Ivor[1][2]
- Islandese: Ívar
- Lettone: Aivars, Ivars[1]
- Norreno: Ívarr[1]
- Scozzese: Iomhar, Ìomhar, Evander, Ivor[1][2]

## Origine e diffusione
Deriva dal nome norreno Ívarr, composto probabilmente dagli elementi yr ("arco" e "tasso") e arr ("guerriero", "esercito"); questo secondo elemento si trova anche in diversi altri nomi norreni, quali Einar, Gunnar, Runar, Alvaro e Hjalmar.
Nel Medioevo il nome venne introdotto in Gran Bretagna da invasori e coloni scandinavi, diffondendosi nelle varie lingue delle isole britanniche, adattandosi in Ifor in gallese, Íomhar in irlandese e Iomhar in scozzese; quest'ultimo viene anglicizzato nella forma Evander, che coincide con la versione inglese del nome Evandro.

## Onomastico
Il nome è adespota, cioè non è portato da alcun santo, quindi l'onomastico ricade il 1º novembre ad Ognissanti.

## Persone

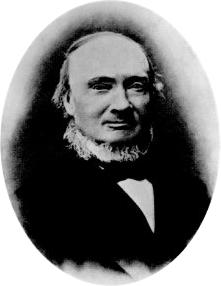
Ivar Aasen

- Ivar Aasen, naturalista, glottologo e filologo norvegese
- Ivar Otto Bendixson, matematico svedese
- Ivar Formo, fondista, orientista e dirigente sportivo norvegese
- Ivar Giaever, fisico norvegese
- Ivar Jacobson, ricercatore informatico svedese
- Ivar Lo-Johansson, scrittore svedese
- Ivar Lykke, politico norvegese
- Ivar Rønningen, calciatore norvegese
- Ivar Vidfamne, re di Svezia

### Variante Ivor

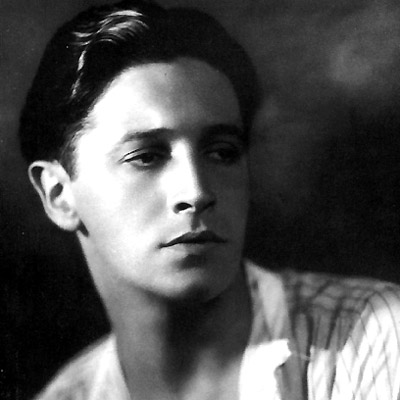
Ivor Novello

- Ivor Broadis, calciatore e allenatore di calcio inglese
- Ivor Cutler, poeta, cantautore e umorista scozzese
- Ivor Grattan-Guinness, storico della matematica e della logica britannico
- Ivor Guest, saggista, avvocato e storico britannico
- Ivor Guest, imprenditore e politico britannico
- Ivor Novello, attore, compositore e sceneggiatore gallese
- Ivor Richard, politico britannico

### Altre varianti

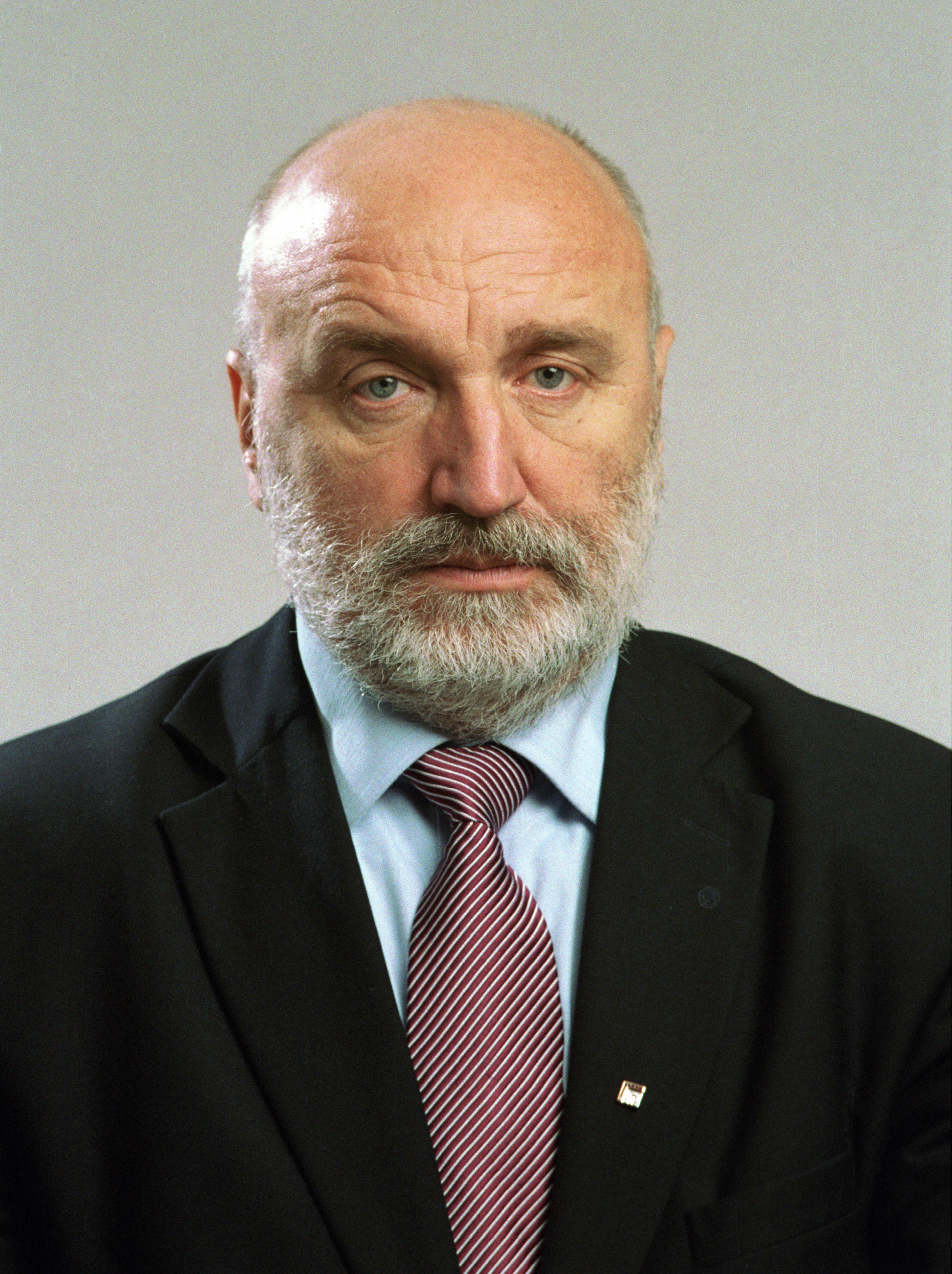
Ivars Godmanis

- Iver Bjerkestrand, sciatore alpino norvegese
- Aivars Gipslis, scacchista lettone
- Ivars Godmanis, politico lettone
- Ívar Ingimarsson, calciatore islandese
- Iivo Nei, scacchista estone
- Iivo Niskanen, fondista finlandese
- Ívarr Ragnarsson, capoclan vichingo norreno